# 藤崎健のお早ようニッポン
藤崎健のお早ようニッポン（ふじさきたけしのおはようニッポン）は、かつてニッポン放送の土曜日朝の時間帯で放送されていたラジオ番組。パーソナリティはジャーナリストの藤崎健。放送期間は1973年10月6日から1974年10月2日まで。

## 放送時間
- 毎週土曜日　7:00～9:00

## 出演者
- パーソナリティ:藤崎健